# Ісидор Хіоський

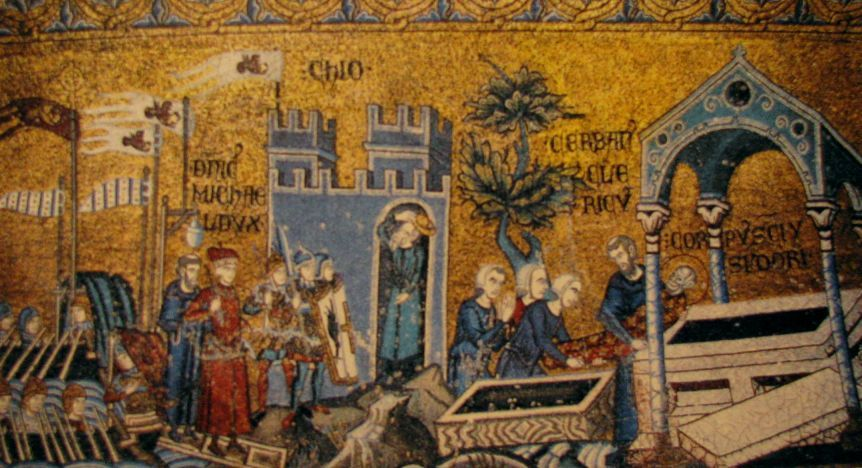
Перенесеня мощей святого Ісидора до Венеції.

Святий Ісидор Хіотський (?  250, острів Хіос, Греція) — ранньо-християнський святий, військовий старшина, мученик.

## Життєпис
Святий Ісидор Хіотський був військовим старшиною, якого за вірність Христовій вірі 251 року зарубали мечем на острові Хіос. Джерело, в яке кинули тіло Ісидора, згодом стало славним своєю цілющою водою. Над гробом Ісидора християни збудували церкву. Св. Маркіян, управитель патріаршої церкви св. Софії у Царгороді, в V столітті посвятив на честь св. Ісидора з Хіоса окрему каплицю в церкві св. Ірини.
Пам'ять — 27 травня.